# Fredrik Ohlander
Fredrik Nils Ohlander (* 11. Februar 1976 in Kungsbacka) ist ein 2 m großer schwedischer Handballspieler.
Ohlander, der für den schwedischen Club IFK Kristianstad spielt und für die schwedische Nationalmannschaft auflief, war Handballtorwart.
Fredrik Ohlander begann in Aranäs in der Nähe seiner Heimatstadt mit dem Handballspiel. Dort spielte er u. a. mit Pelle Linders zusammen. Von HK Aranäs ging er zum nächstgrößeren Verein Önnereds HK, wo er in der zweiten schwedischen Liga debütierte. 1998 wechselte Ohlander – direkt aus der schwedischen zweiten – in die dänische erste Liga zur KIF Kolding. Mit den Jütländern gewann er 2001 die dänische Meisterschaft sowie 2002 das Double aus Meisterschaft und Pokal; außerdem zog er 2002 ins Halbfinale der EHF Champions League ein. Dadurch wurde auch andere Vereine auf Ohlander aufmerksam. 2002 wurde er vom FC Barcelona unter Vertrag genommen. Mit den Katalanen gewann er 2003 die spanische Meisterschaft sowie 2004 den Copa del Rey de Balonmano, den spanischen Supercup und die EHF Champions Trophy. Jedoch war Ohlander hinter David Barrufet meist nur zweiter Torhüter, sodass er 2004 zu GWD Minden in die deutsche Handball-Bundesliga ging. Dort blieb er nur ein Jahr, ehe er 2005 zu seinem alten Verein aus Kolding zurückkehrte. Hier gewann er 2006 noch einmal die dänische Meisterschaft und 2007 den dänischen Pokal. Im Sommer 2008 wechselte Ohlander zum spanischen Erstligisten BM Granollers. Nach drei Jahren in Spanien schloss er sich wieder KIF Kolding an. Ab dem Sommer 2012 hütet er das Tor von Ystads IF HF. Im Dezember 2014 wurde er an IFK Kristianstad ausgeliehen.
Fredrik Ohlander hat bisher 64 Länderspiele für die schwedische Nationalmannschaft bestritten.  
Für die Handball-Weltmeisterschaft der Herren 2007 in Deutschland konnte er sich mit Schweden nicht qualifizieren; bei der Handball-Europameisterschaft 2008 in Norwegen gehörte er nur zum erweiterten Aufgebot seines Landes.